# Baliza de Cabo Cee
La baliza del cabo Cee  es una baliza situada sobre el promontorio del cabo Cee, en el municipio de Corcubión, provincia de La Coruña, Galicia, España. Está bajo la protección de la autoridad portuaria de La Coruña.